# 李勇 (1951年)

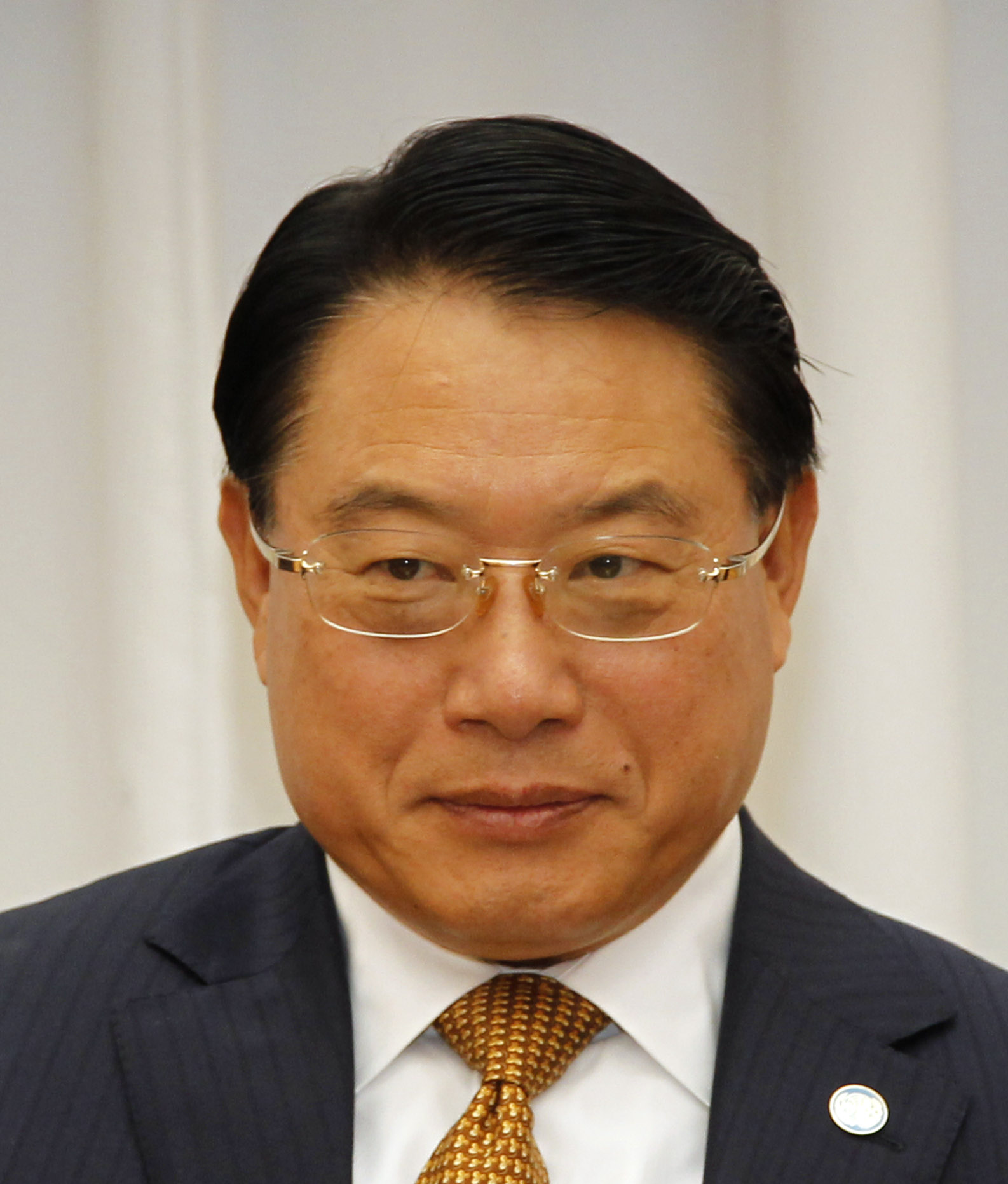
李勇（2016）

李勇（1951年10月—），山东济宁人，出生于浙江龙泉。汉族。1970年5月参加工作，1973年9月加入中国共产党。财政部财政科学研究所研究生部会计专业研究生毕业，获经济学硕士学位。曾任联合国工业发展组织总干事。
1984年，任财政部财政科学研究所外国财政研究室副主任。1985年，任中国常驻联合国代表团二秘、一秘。1989年，任财政部世界银行业务司处长。1990年，任世界银行中国执行董事办公室技术助理、顾问。1992年，任财政部世界银行司副司长、司长。1996年，任世界银行中国执行董事办公室执行董事。1999年，任中国注册会计师协会秘书长。2000年7月，任财政部部长助理、党组成员。2003年9月，任财政部副部长、党组成员。
2013年6月24日，被选为联合国工业发展组织总干事。后辞去第十二届全国政协委员资格。